# Familien Olsen
Familien Olsen er en dansk film fra 1940, instrueret af Alice O'Fredericks og Lau Lauritzen junior efter et manuskript af Fleming Lynge, Svend Rindom og Paul Sarauw.

## Medvirkende
- Osvald Helmuth
- Maria Garland
- Berthe Qvistgaard
- Karl Gustav Ahlefeldt
- Ib Schønberg
- Axel Frische
- Sigfred Johansen
- Jon Iversen
- Ejner Federspiel
- Aage Schmidt
- Viggo Brodthagen
- Erika Voigt
- Arthur Jensen